# Văn học viễn tưởng
Văn học viễn tưởng (tiếng Anh: literature fiction) là những tác phẩm văn học (chủ yếu là văn xuôi – truyện, tiểu thuyết) lấy viễn tưởng làm phương thức xây dựng hình tượng và tổ chức cốt truyện.

## Định nghĩa
Viễn tưởng là một phương pháp miêu tả đặc thù, sử dụng những dạng hình tượng những khách thể, những tình huống, những thế giới), trong đó những yếu tố của thực tại được kết hợp với nhau theo lối siêu tự nhiên, kì lạ, khó tin.

## Lịch sử
Ngay ở trình độ tư duy thời nguyên thủy đã nảy sinh kiểu hình tượng viễn tưởng (trong các tôn giáo và thần thoại của các dân tộc, trong việc tạo ra những vị thần ngẫu tượng giáo,…). Ở nghệ thuật các thời đại về sau, viễn tưởng trở thành một loại ước lệ nghệ thuật, trong đó sự hư cấu của tác giả trải rộng từ việc mô tả những hiện tượng lạ lùng, bất thường, đến việc tạo ra cả một "thế giới kì diệu", không có thực trên thực tế.

## Hiệu quả
Hiệu quả nghệ thuật của viễn tưởng có được là nhờ việc đẩy thật xa khỏi cái thực tại kinh nghiệm, bởi vì cơ sở của tác phẩm viễn tưởng là sự đối lập cái "không thể có" và cái "có thể có", chính là cái viễn tưởng và cái hiện thực. Bản chất trò chơi của nghệ thuật bộc lộ rõ rệt ở viễn tưởng, nhất là tính giả thuyết của những sự vật, tình huống, những thế giới do nó đưa ra. Vì thế nó thu hút trí tưởng tượng, thoả mãn cho nhu cầu thẩm mỹ (vừa tinh thần vừa thực tiễn) của con người muốn "xếp đặt lại" thế giới theo cách phù hợp với lí tưởng (không tưởng) của con người.

## Loại hình
Trong lịch sử văn hóa và văn học đã xuất hiện nhiều loại hình viễn tưởng: viễn tưởng tôn giáo như trong kinh Phúc âm, viễn tưởng thần thoại như trong các truyện cổ, trong tiểu thuyết mà đỉnh cao là Gác-găng-chuy-a và Păng-ta-gruy-en của Ph. Ra-bơ-le, Gi. Véc-nơ – người sáng tạo ra một kiểu không tưởng mới, vừa có tính xã hội vừa có tính khoa học kĩ thuật. Các tác phẩm của Gi. Véc-nơ đánh dấu bước chuyển từ dạng không tưởng tĩnh tại truyền thống sang tiểu thuyết viễn tưởng khoa học hiện đại.
Kiểu viễn tưởng chủ đạo ở thế kỷ XX là viễn tưởng khoa học. Nó kế thừa yếu tố duy lí của viễn tưởng lãng mạn, tạo ra những hình tượng dựa trên các giả thuyết và quan niệm khoa học, rôbốt biết tư duy, thuật gây đột biến, thần giao cách cảm, sự trùng hợp các bình diện thời gian và không gian,…, mở rộng yếu tố giả thuyết sang phương diện xã hội tương lai hoặc cảnh cáo những nguy cơ xã hội như những tác phẩm "phản – không tưởng" của A. Hơ-xli, M. Bun-ga-cốp, A. Pla-tô-nốp, H. Oen-xơ.